# Optioservus sandersoni
Optioservus sandersoni là một loài bọ cánh cứng trong họ Elmidae. Loài này được Collier in Brown miêu tả khoa học năm 1972.